# Kostel Prozřetelnosti Boží (Šenov)
Kostel Prozřetelnosti Boží v Šenově je římskokatolický barokní kostel postavený v roce 1764 podle projektu architekta Jakuba Pánka. Je chráněn jako kulturní památka České republiky. Kostel bývá označován jako „barokní perla Slezska“.

## Historie

### Výstavba kostela
Základní kámen ke stavbě nového kostela posvětil 8. listopadu 1764 frýdecký arcikněz Karel Josef Ibram ze Suché. Na stavbu kostela byl použit kámen z panství Polská Ostrava. Stavba trvala necelý rok a byla dokončena v průběhu roku 1765. Projekt kostela bývá spojován se stavebním mistrem Jakubem Pánkem.
Dokončený kostel Prozřetelnosti Boží byl vysvěcen v neděli 9. srpna 1772 vratislavským biskupem Filipem Gotthardem Schaffgotschem.

## Galerie

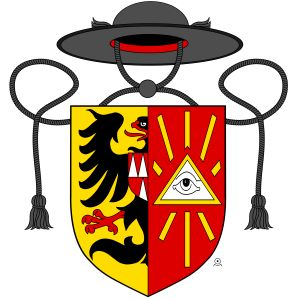
znak farnosti Šenov

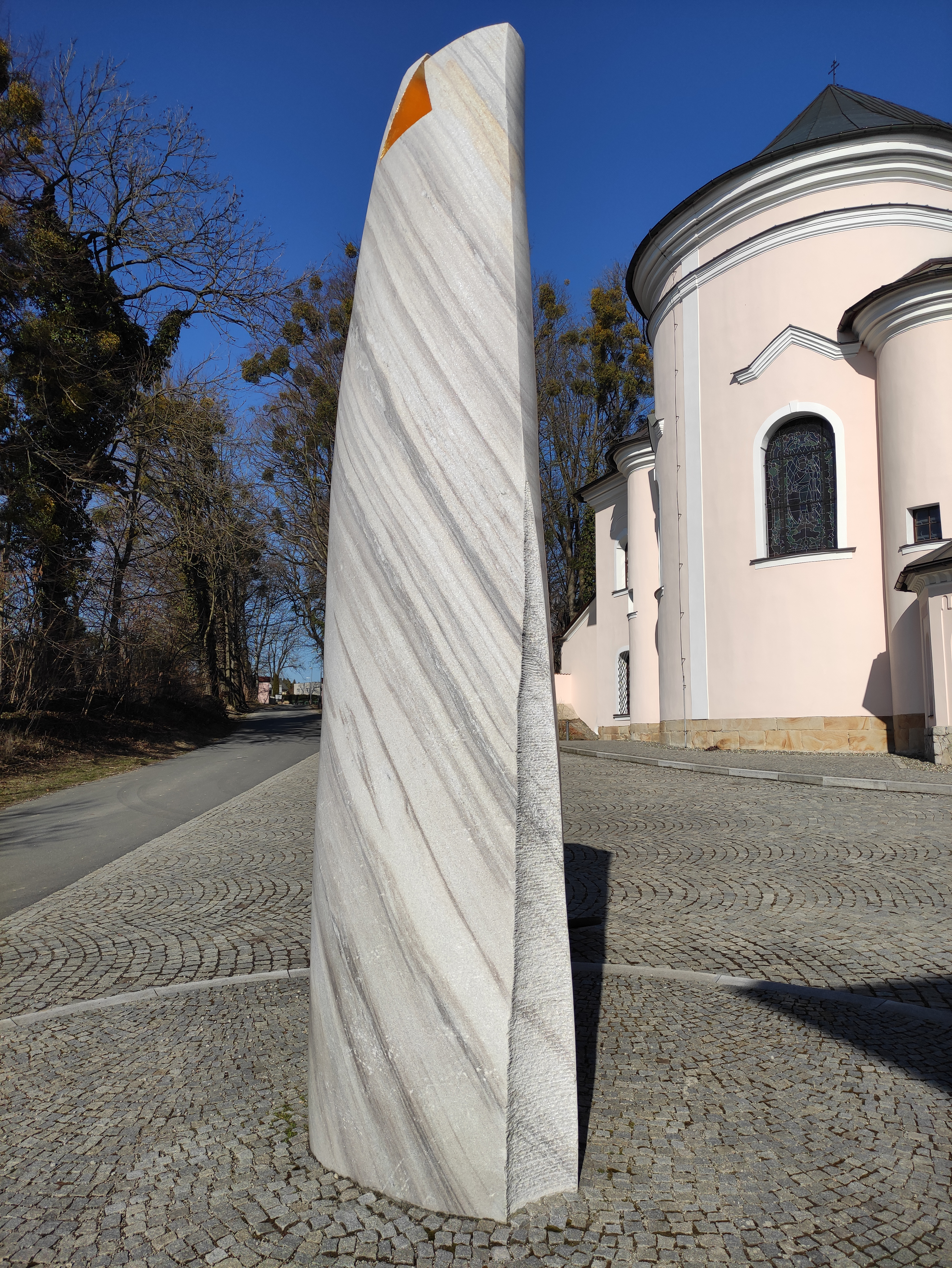
Socha Prozřetelnosti Boží
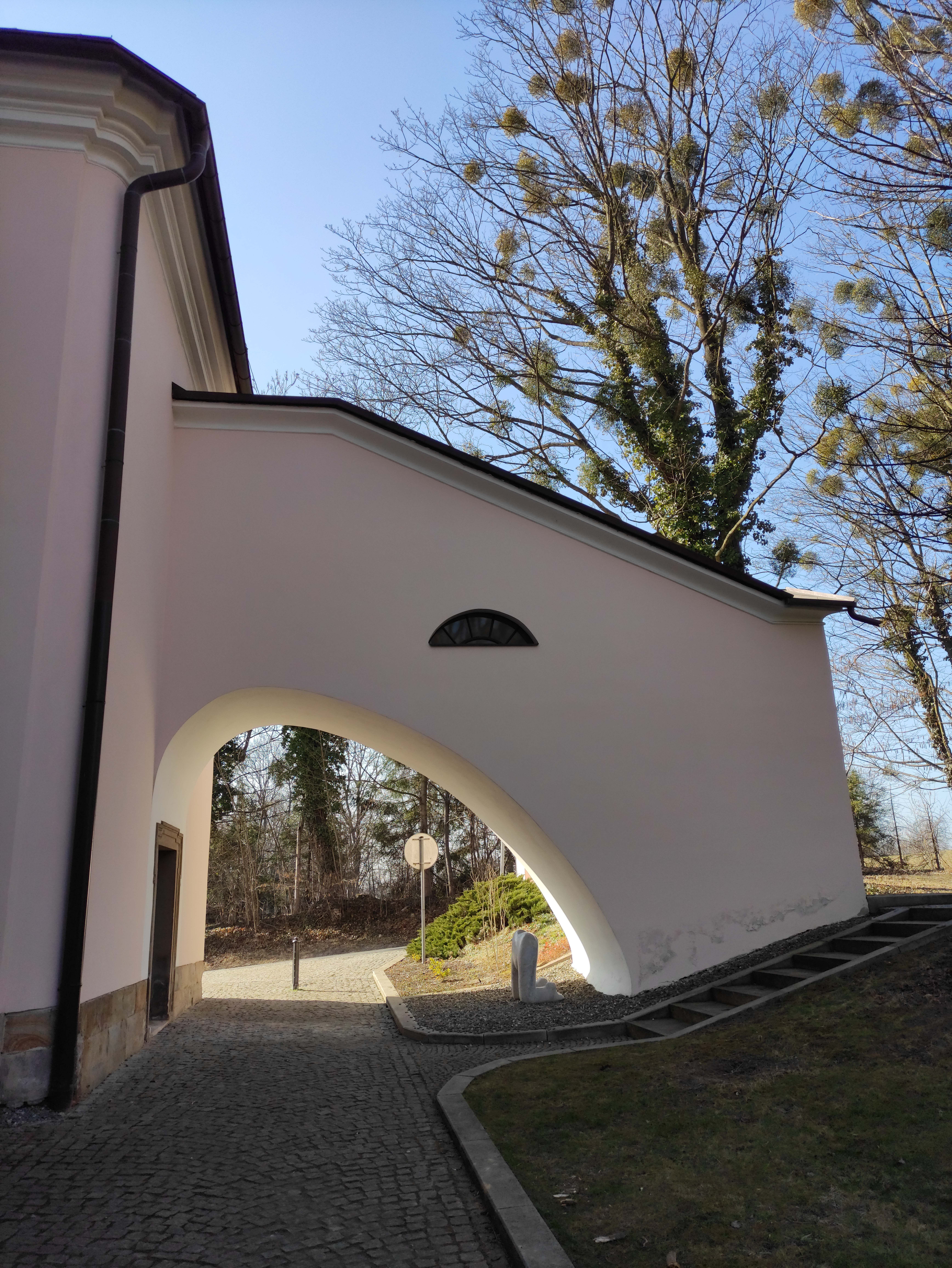
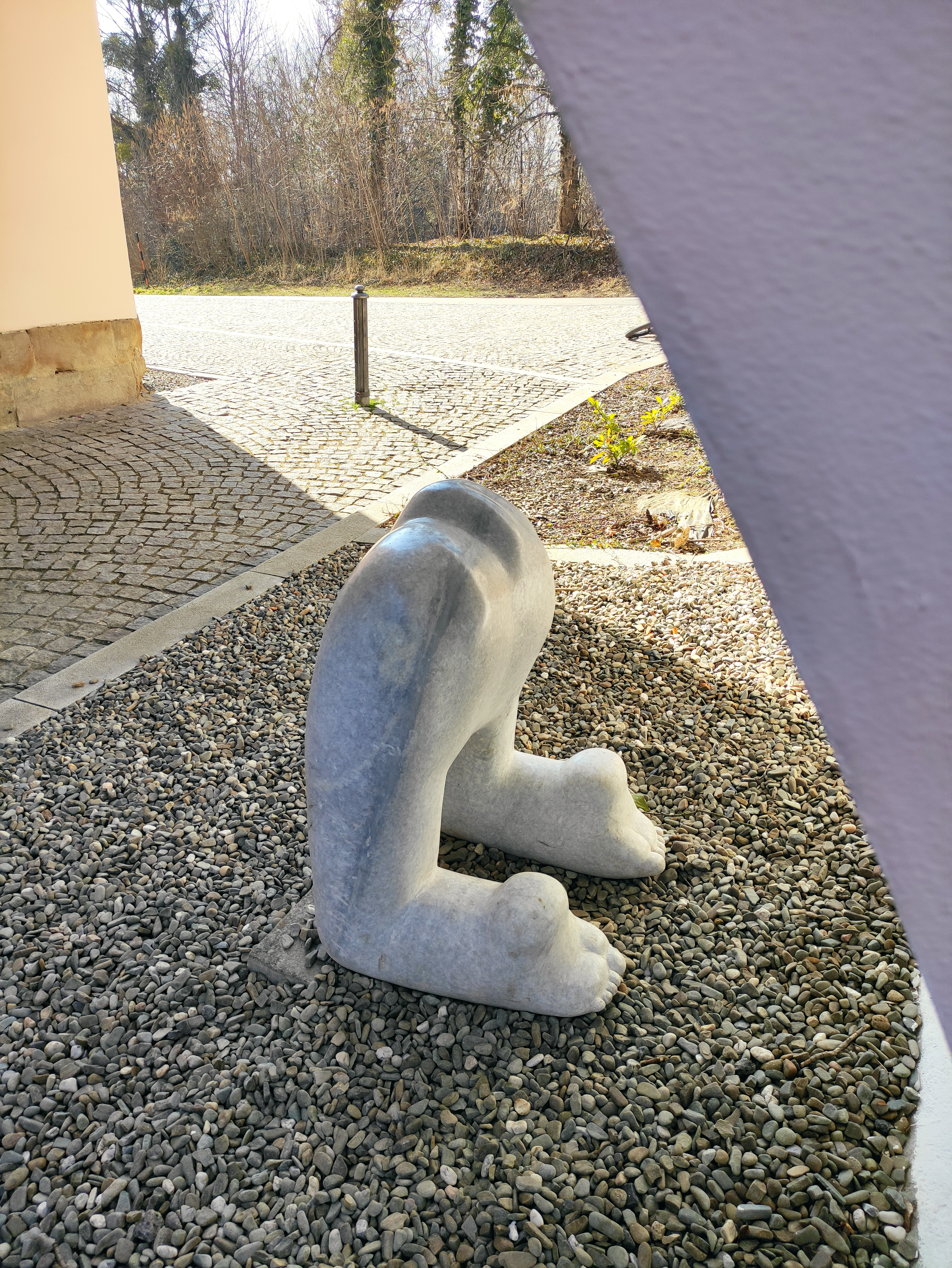